# Sophronica nigra
Sophronica nigra là một loài bọ cánh cứng trong họ Cerambycidae.